# Gilberton
Gilberton, già Gilbert Town, è un sobborgo di Adelaide, in Australia Meridionale; esso si trova 5 chilometri a nord del centro cittadino ed è la sede della Città di Walkerville. Al censimento del 2006 contava 1.384 abitanti.